# 吉尾亜希子
吉尾 亜希子（よしお あきこ、1972年1月13日 - ）は、日本の女優、スーツアクター。アトラクティブ・アクション・クラブに所属していた。東京都出身。

## 出演作品

### テレビ
- ウルトラセブン 太陽エネルギー作戦（1994年3月21日） - ピット星人（スーツアクター）
- 超力戦隊オーレンジャー（1995年 - 1996年、ANB） - マルチーワ（スーツアクター）
- ビーファイターカブト（1996年 - 1997年、ADK） - ミオーラ
- 着信アリ（2005年、第10話、EX）
- 終りを見た街（2005年12月3日、EX）

### 映画
- ゼイラム2（1994年）

### オリジナルビデオ
- 超力戦隊オーレンジャー オーレVSカクレンジャー（1996年）
- チャンネルAAC（1996年） - あきこちゃん

### ゲーム
- ディ・サード（1997年） - モーションキャプチャー

### ステージショー
- 後楽園ゆうえんち 忍者戦隊カクレンジャーショー（1994年12月10日 - -1995年2月26日） - アヤメ[1]